# Lithothelium quiescens
Lithothelium quiescens är en lavart som beskrevs av P. M. McCarthy. Lithothelium quiescens ingår i släktet Lithothelium och familjen Pyrenulaceae.   Inga underarter finns listade i Catalogue of Life.